# حمیدرضا آتش‌برآب
حمیدرضا آتش‌برآب (زاده مرداد ۱۳۵۶ در اهواز، ایران)، مترجم و نویسندهٔ ایرانی و پژوهشگر زبان و ادبیات روسی است. او دارای دکترای زبان روسی از دانشگاه دولتی لامانُسف مسکو (به روسی: Московский государственный университет имени М. В. Ломоносова) با نام اختصاری ام.گ. او МГУ یکی از مهم‌ترین دانشگاه‌های دولتی کشور روسیه است..

## آثار

### ترجمه

#### توسطانتشارات هرمس
- مرگ ایوان ایلیچ، لئو تولستوی
- دختر سروان، الکساندر پوشکین
- سوارکار مفرغی، الکساندر پوشکین
- النگوی یاقوت، آلکساندر کوپرین
- داستان هفت نفری که به دار آویخته شدند، لئونید آندریف
- گل قرمز، فسیوالود میخاییلوویچ گارشین
- ناشناس، فیودور داستایفسکی
- هنرمند چهره‌پرداز، نیکلای لسکوف
- در مایه‌های ایرانی، سرگئی یسنین

#### توسطانتشارات علمی و فرهنگی
- آنا کارنینا، لئو تولستوی
- جنایت و مکافات، فیودور داستایفسکی
- قمارباز (با نُه تفسیر)، فیودور داستایوسکی
- یادداشت‌های زیرزمینی، فیودور داستایفسکی
- یادداشت‌های شیطان، لئونید آندریف
- همسر و نقد همسر، آنتون چخوف
- دختری به نام نل (مغازه عتیقه‌فروشی)، چارلز دیکنز
- من عاشقم، (گزیده‌ای از بهترین اشعار)، ولادیمیر مایاکوفسکی

#### توسطانتشارات پارسه
- مرشد و مارگاریتا، میخائیل بولگاکُف
- مرگ ایوان ایلیچ، لئو تولستوی
- یادداشت‌های اینجانب، لئونید آندریف
- خنده سرخ، لئونید آندریف
- دوبروفسکی، الکساندر پوشکین
- زندگی واسیلی، لئونید آندریف
- داستان هفت نفری که به دار آویخته شدند، لئونید آندریف
- ناشناس، فیودور داستایفسکی
- شب‌های روشن، فیودور داستایفسکی
- دختر سروان، الکساندر پوشکین

#### توسط سایرانتشارات در ایران
- زائر افسون‌شده، نیکلای لسکوف، ناشر: ماهی
- به سلامتی خانم‌ها (صد داستان و طنز کوتاه)، آنتون چخوف، ترجمه مشترک با همکاری بابک شهاب، ناشر: ماهریس
- آقایی از سان فرانسیسکو و چند داستان دیگر، ایوان بونین، ناشر: نی[۳]

### تألیف
- عصر طلایی و عصر نقره‌ای شعر روس، ناشر: نی[۴]

## حواشی
آتش‌برآب در سال‌های ۱۳۹۵ و ۱۳۹۶ با اتهام سرقت ادبی مواجه شد و دفاعیه‌ای منتشر کرد.